# Saint-Léon-sur-Vézère

Saint-Léon-sur-Vézère este o comună în departamentul Dordogne din sud-vestul Franței. În 2009 avea o populație de 428 de locuitori.

## Evoluția populației
| An        | 1975 | 1982 | 1990 | 1999 | 2006 | 2009 |
| --------- | ---- | ---- | ---- | ---- | ---- | ---- |
| Populație | 334  | 390  | 427  | 419  | 434  | 428  |